# Dorothy Hart
Pour les articles homonymes, voir Hart.
Dorothy Hart, née le 4 avril 1922 à Cleveland (Ohio) et morte le 11 juillet 2004 à Asheville (Caroline du Nord), est une actrice américaine.

## Biographie

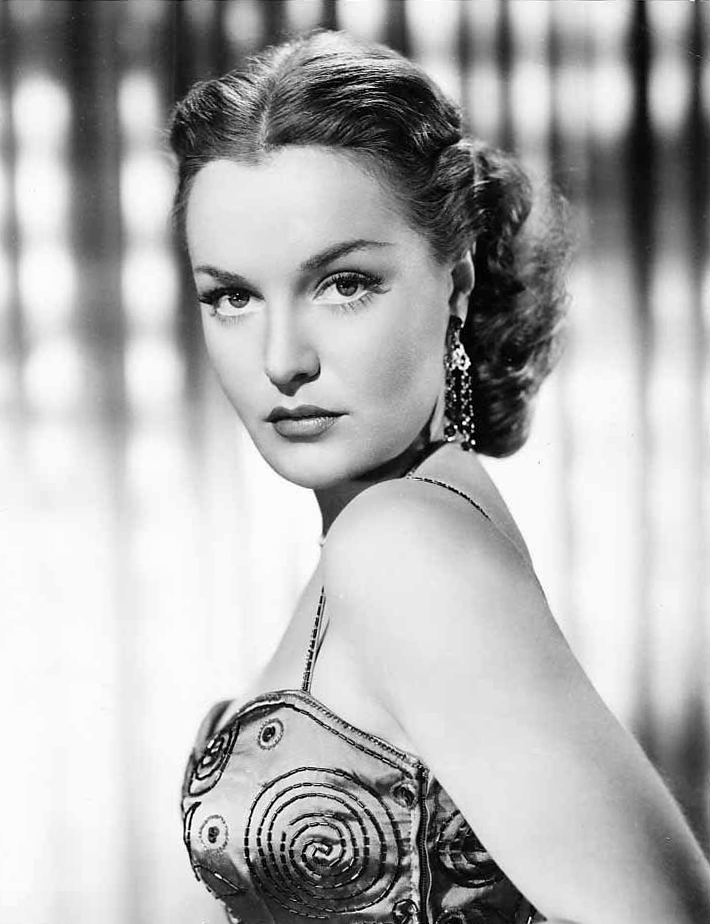
En 1951

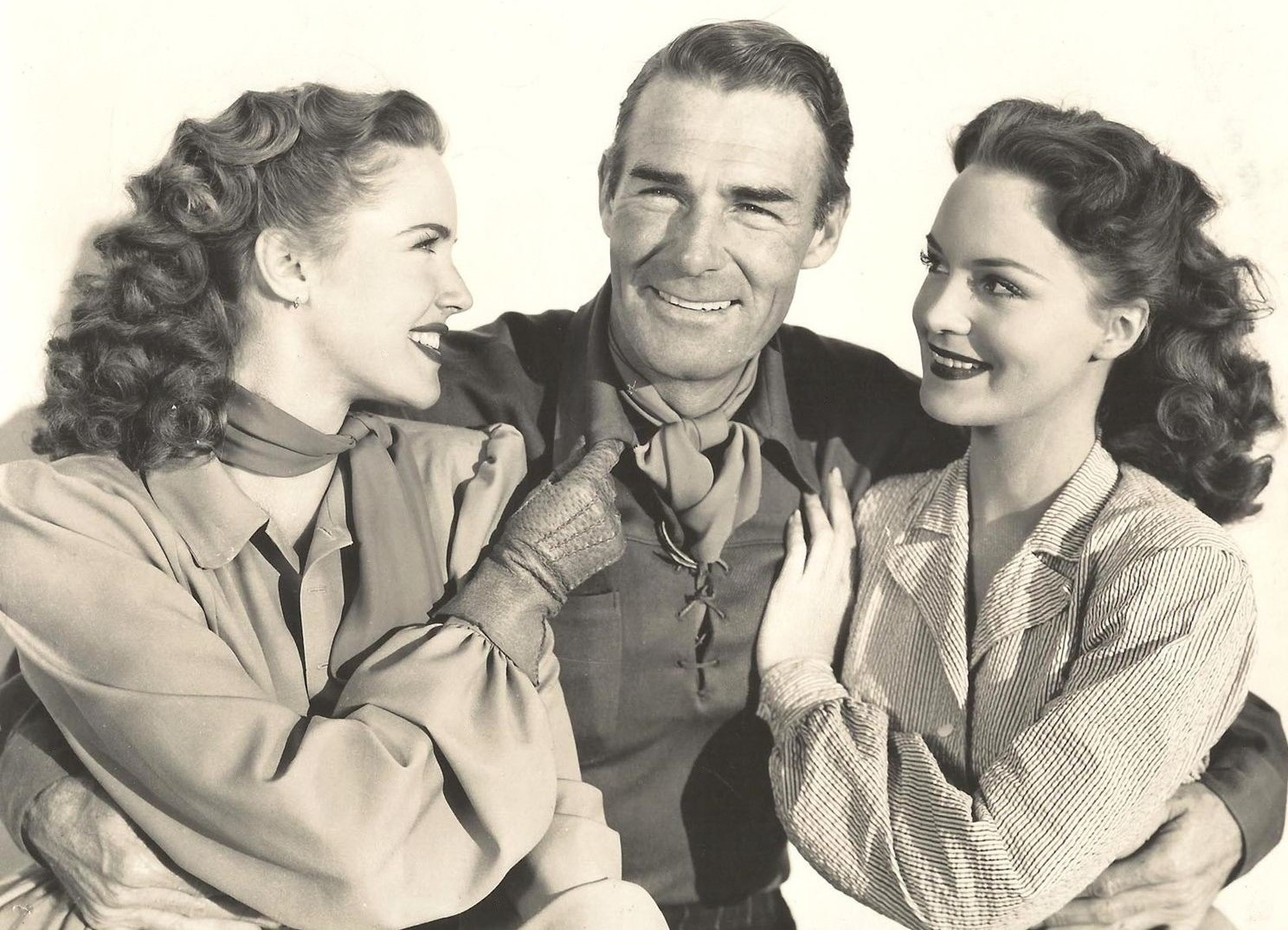
Avec Barbara Britton (à gauche) et Randolph Scott, dans La Vallée maudite (1947, photo promotionnelle)

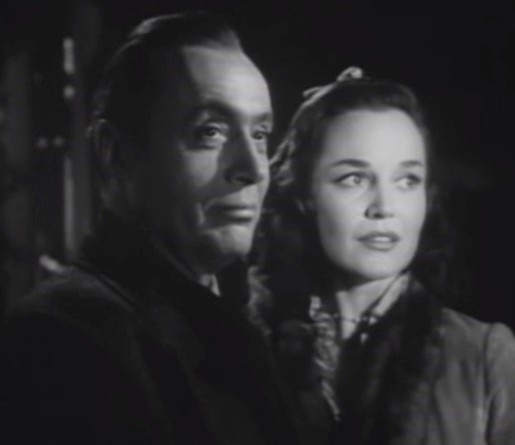
Avec Charles Boyer, dans la série Four Star Playhouse, épisode Second Dawn (1954)

Au cinéma, Dorothy Hart apparaît dans seize films américains, depuis le western La Vallée maudite de George Waggner (1947, avec Randolph Scott et Barbara Britton) jusqu'à Les requins font la loi (en) de Seymour Friedman (1952, avec George Raft et Paul Stewart).
Entretemps, mentionnons La Cité sans voiles de Jules Dassin (1948, avec Barry Fitzgerald et Howard Duff), La Fille des prairies de George Sherman (1949, avec Yvonne De Carlo et Howard Duff), I Was a Communist for the FBI de Gordon Douglas (1951, avec Frank Lovejoy et Philip Carey), ou encore Tarzan défenseur de la jungle (en) (son avant-dernier film, 1952, où elle personnifie Jane aux côtés de Lex Barker dans le rôle-titre).
Puis, pour la télévision américaine, elle contribue à des épisodes de quatorze séries, diffusés entre 1953 et 1955, dont Four Star Playhouse (épisode Second Dawn, 1954, avec Charles Boyer).
Dorothy Hart se retire après son second mariage en 1954. 

## Filmographie

### Cinéma (intégrale)
- 1947 : La Vallée maudite (Gunfighters) de George Waggner : Jane Banner
- 1947 : L'Étoile des étoiles (Down to Earth) d'Alexander Hall : « La Nouvelle Terpsichore »
- 1947 : L'Exilé (The Exile) de Max Ophüls : une dame d'honneur
- 1948: Haute Pègre (Larceny) de George Sherman : Madeline
- 1948 : La Cité sans voiles (The Naked City) de Jules Dassin : Ruth Morrison
- 1948 : La Comtesse de Monte-Cristo (The Countess of Monte Cristo) de Frederick De Cordova : Peg Manning
- 1949 : Une balle dans le dos (Undertow) de William Castle : Sally Lee
- 1949 : Take One False Step de Chester Erskine : Helen Gentling
- 1949 : La Fille des prairies (Calamity Jane and Sam Bass) de George Sherman : Katherine « Kathy » Egan
- 1949 : The Story of Molly X de Crane Wilbur : Anne
- 1950 : Outside the Wall de Crane Wilbur : Ann Taylor
- 1951 : Les Révoltés de Folsom Prison (Inside the Walls of Folsom Prison) de Crane Wilbur : Jane Pardue
- 1951 : Raton Pass d'Edwin L. Marin : Lena Casamajor
- 1951 : I Was a Communist for the FBI de Gordon Douglas : Eve Merrick
- 1952 : Tarzan défenseur de la jungle (Tarzan's Savage Fury) de Cy Endfield : Jane
- 1952 : Les requins font la loi (Loan Shark) de Seymour Friedman : Ann Nelson

### Télévision (sélection)
(séries)
- 1953 : Suspense
  - Saison 5, épisode 14 Vacancy for Death de Robert Mulligan : Mlle Barry
- 1953 : Man Against Crime
  - Saison 4, épisode 35 Doll Bandit de William Berke : Jenny
  - Saison 5, épisode 10 A Very Dead Ringer : rôle non spécifié
- 1954 : Four Star Playhouse
  - Saison 2, épisode 20 Second Dawn de Roy Kellino : Vivian
- 1955 : I Spy
  - Saison unique, épisode Bits and Pieces : Maria Sorrell